# Bergwiesengebiet Altglashütte
Bergwiesengebiet Altglashütte este o arie protejată (arie specială de conservare — SAC, sit de importanță comunitară — SCI) din Germania întinsă pe o suprafață de 72,76 ha, integral pe uscat.

## Localizare
Centrul sitului Bergwiesengebiet Altglashütte este situat la coordonatele 49°46′22″N 12°23′28″E / 49.7728°N 12.3911°E.

## Înființare
Situl Bergwiesengebiet Altglashütte a fost declarat sit de importanță comunitară în martie 2001 pentru a proteja 2 specii de animale. Situl a fost protejat și ca arie specială de conservare în aprilie 2016.

## Biodiversitate
Situată în ecoregiunea continentală, aria protejată conține 6 habitate naturale: Pajiști uscate europene, Formațiuni ierboase bogate în specii de Nardus, dezvoltate pe substraturi silicioase în zone montane (și în zone submontane, în Europa continentală), Liziere de ierburi înalte hidrofile de câmpie și de nivel montan până la alpin, Fânețe montane, Mlaștini turboase de tranziție și turbării mișcătoare, Păduri de fag Luzulo-Fagetum.
La baza desemnării sitului se află mai multe specii protejate de  păsări (2): ciuvică (Glaucidium passerinum), sfrâncioc roșiatic (Lanius collurio).